# اوا مارو (۱۸۹۹)
اوا مارو (۱۸۹۹) (به انگلیسی: Awa Maru (1899)) یک کشتی است که طول آن ۱۳۵٫۶ متر (۴۴۵ فوت) می‌باشد. این کشتی در سال ۱۸۹۹ ساخته شد.